# إيزابيل روكفلر لينكولن
إيزابيل روكفلر لينكولن (بالإنجليزية: Isabel Rockefeller Lincoln)‏ هي نجمة اجتماعية أمريكية، ولدت في 23 يونيو 1902، وتوفيت في 23 مارس 1980.